# Beaucoup de bruit pour rien
Much Ado About Nothing
Pour les films, voir Beaucoup de bruit pour rien (film).
Beaucoup de bruit pour rien (Much Ado About Nothing en version originale anglaise) est une comédie de William Shakespeare, dont le texte a été publié en 1600, et dont la première a probablement été représentée à l’hiver 1598-1599. Elle reste à ce jour l’une des comédies de Shakespeare les plus populaires. Stylistiquement, elle a beaucoup de points communs avec les comédies romantiques qui jouent sur la présence de deux couples d’amoureux : le couple romantique, Claudio et Héro, et leur contrepartie comique, Bénédict et Béatrice.

## Représentations et publication
Sur le plus ancien document imprimé retrouvé à ce jour, la pièce est annoncée avec cette mention « jouée en public diverses fois » avant 1600 ; les premières représentations dont il reste des témoignages sont celles qui furent données à la Cour, pendant l’hiver 1612-13, au cours des festivités précédant le mariage de la princesse Élisabeth avec Frédéric V du Palatinat le 14 février 1613.
La pièce fut publiée in-quarto en 1600. C’est la seule édition connue avec le premier in-folio de 1623. La pièce semble avoir été populaire dès ses premières années, comme elle l’est restée depuis. Dans un poème publié en 1640, Leonard Digges écrivait : 
… que Béatrice
et Bénédict apparaissent seulement, et en un clin d’œil
Les galeries et les loges du Cockpit se remplissent
Après la réouverture des théâtres à la Restauration, Sir William Davenant mit en scène La loi contre les amants (1662), adaptation de Mesure pour Mesure dans laquelle apparaissaient Béatrice et Bénédict. Une autre adaptation, La Passion universelle, combinait Beaucoup de bruit pour rien et une pièce de Molière (1737). Dans le même temps, le texte original de Shakespeare fut remis à l’honneur par John Rich et joué sur Lincoln's Inn Fields (1721). David Garrick incarna Bénédict pour la première fois en 1748, gardant le rôle jusqu’en 1776.

## Résumé
Beaucoup de bruit pour rien se déroule à Messine, une ville côtière de Sicile. Bien que la Sicile ait été dominée par l’Espagne à l’époque de la pièce, les personnages reflètent un héritage nettement italien. L’action a lieu principalement sur les terres et dans la propriété de Léonato, avec quelques scènes dans la ville elle-même.
Don Pedro, Prince d’Aragon, revient de guerre victorieux avec sa compagnie sur les terres de son ami Léonato, gouverneur de Messine. Béatrice, la nièce de Léonato, une « dame à l’esprit plaisant » (2.1.326), retrouve Bénédict, un chevalier du Prince. Ce sont de vieilles connaissances qui s’échangent des moqueries brillantes. Claudio, jeune et naïf ami de Bénédict, tombe amoureux de la jeune Héro, fille de Léonato. Leur mariage s’organise presque immédiatement, et par manière de plaisanterie, la compagnie de Don Pedro complote pour faire tomber Béatrice et Bénédict amoureux.
Dans le même temps, le fourbe Don Juan, frère bâtard de Don Pedro, conspire par jalousie à saboter les fiançailles de Héro et Claudio. Il envoie son acolyte courtiser Marguerite, la femme de chambre de Héro, qui s’habille comme sa maîtresse, et fait croire à Claudio que sa promise lui est infidèle (3.3.150).  
À la cérémonie de noces, Claudio humilie publiquement Héro, l’accusant de « sauvage sensualité » (4.1.60) et d’« impiété » (4.1.104). Le prêtre, qui soupçonne un malentendu, suggère en secret à la famille de Héro de la cacher pour quelque temps et de faire croire à sa mort jusqu’à ce que son innocence soit prouvée.
Peu après la cérémonie, Béatrice et Bénédict s’avouent leur amour ; Bénédict, fiancé et désormais loyal à Béatrice, provoque à sa demande son ami Claudio en duel pour venger la mort supposée de Héro. Heureusement, la maréchaussée locale appréhende les complices de Don Juan, ce qui prouve l’innocence de Héro et la duplicité de celui-ci. Léonato exige que Claudio témoigne au monde de l’innocence avec laquelle Héro est morte, pende l’épitaphe sur sa tombe, et épouse une autre de ses nièces, « presque la copie de l’enfant morte » (5.1.276-284). Claudio accepte et se prépare à épouser la supposée cousine de Héro, voilée.
À la cérémonie, le masque de la mariée tombe et découvre Héro. Bénédict demande sa main à Béatrice, qui accepte après une brève dispute d’amoureux. Les deux couples et leurs compagnons dansent pour fêter la double union.

## Personnages
- Les hommes :
  - Don Pedro, prince d'Aragon ;
  - Don Juan, frère bâtard du précédent ;
  - Claudio, jeune seigneur de Florence, favori de don Pedro ;
  - Bénédict, jeune seigneur de Padoue, favori de don Pedro ;
  - Léonato, gouverneur de Messine ;
  - Antonio, frère du précédent ;
  - Balthazar, musicien de don Pedro ;
  - Frère Francis ; Un sacristain et un page ;
  - Borachio et Conrad, hommes de la suite de don Juan ;
  - Dogberry et Vergès, officiers municipaux stupides ;

- Les femmes :
  - Héro, fille de Léonato ;
  - Béatrice, nièce de Léonato ;
  - Marguerite et Ursule, suivantes d'Héro.

- Autres :
  - Des messagers, des gardes de nuit et des gens de service.

## Influences
Shakespeare s’est inspiré de plusieurs sources pour écrire Beaucoup de bruit pour rien : la « guerre amoureuse » entre Béatrice et Bénédict ne ressemble à rien de reconnaissable, mais pourrait avoir pour inspiration Troïlus et Criseyde, de Chaucer, alors que l’intrigue de Héro et Claudio tient du chant V de Orlando Furioso, ou peut-être de Novella de Matteo Bandello (1554). L’idéal du parfait courtisan vient probablement du Livre du courtisan de Baldassare Castiglione (1528).
Les moqueries amicales de Béatrice sur les hommes font écho à La Mégère apprivoisée, bien antérieure, alors que la trahison de Don Juan et la tragédie de Héro annoncent Othello.

## Représentations notables

### Théâtre
- 1960 : Tony Award for Best Performance by a Leading Actress in a Play : Margaret Leighton
- 1973 : Tony Award for Best Performance by a Featured Actor in a Play : Barnard Hughes dans le rôle de Dogberry pendant le New York Shakespeare Festival
- 1973 : Tony Award for Best Performance by a Leading Actress in a Play : Kathleen Widdoes
- 1983 : Evening Standard Award : Meilleur acteur : Derek Jacobi
- 1985 : Tony Award for Best Performance by a Leading Actor in a Play : Derek Jacobi dans le rôle de Bénédict
- 1985 : Tony Award for Best Performance by a Leading Actress in a Play : Sinéad Cusack
- 1989 : Evening Standard Award : Meilleure actrice : Felicity Kendal dans le rôle de Béatrice, dans une production d'Elijah Moshinsky’s au Strand Theatre
- 1994 : Laurence Olivier Awards : Meilleur acteur : Mark Rylance dans le rôle de Bénédict, dans une production de Matthew Warchus au Queen's Theatre
- 2020 : Compagnie Viva[5] : Anthony Magnier met en scène la pièce avec un pari audacieux; inverser les hommes et les femmes pour tous les personnages (sauf les gardes !).

### Cinéma
Plusieurs adaptations de Beaucoup de bruit pour rien ont été réalisées en films et téléfilms. 
- La première adaptation cinématographique est un film muet dirigé en 1913 par Phillips Smalley.
- La deuxième adaptation a éte celle dirigée par Samson Samsonov en Union des Républiques socialistes soviétiques sortie le 21 mai 1973
- La principale version actuellement est Beaucoup de bruit pour rien adaptation de 1993 de Kenneth Branagh, tournée en Toscane.
- En 2013 sort Beaucoup de bruit pour rien, une adaptation en noir et blanc de Joss Whedon.
- En 2023, la trame du film Tout sauf toi transpose la pièce de nos jours.

## Adaptations
De 1860 à 1862, Hector Berlioz écrit un opéra adapté de Beaucoup de bruit pour rien : Béatrice et Bénédict, créé à Baden-Baden en 1862. 
En 1993 sort le film Beaucoup de bruit pour rien, réalisé par Kenneth Branagh qui a déjà adapté plusieurs pièces de Shakespeare pour le cinéma. Branagh y interprète le rôle de Bénédict, aux côtés d’Emma Thompson, sa compagne. 
En 2005, la BBC adapte l’histoire en la situant de nos jours dans les studios de Wessex Tonight, un programme d’actualités régionales imaginaire, dans le cadre de la saison ShakespeaRe-Told.
En 2006, l’American Music Theatre Project produit The Boys Are Coming Home, une adaptation en comédie musicale de Berni Stapleton et Leslie Arden qui situe l’action aux États-Unis pendant la Seconde Guerre mondiale.
En 2009, René Richard Cyr adapte la pièce et la met en scène au théâtre du Nouveau Monde, à Montréal.
Au début de l'année 2011, David Tennant, connu pour son rôle en tant que 10e Docteur de la série Doctor Who, annonce dans l'émission BBC Breakfast studio du 8 janvier qu'il apparaîtra prochainement sur scène en compagnie de Catherine Tate (elle aussi vue dans Doctor Who) dans une adaptation de la pièce de Shakespeare : il est prévu qu’Ils incarnent les rôles de Bénédict et Béatrice au Wyndhams Theatre à partir de mai 2011.